# Dilkea hebes
Dilkea hebes ist eine Pflanzenart innerhalb der Familie der Passionsblumengewächse (Passifloraceae). Sie wurde 2011 erstbeschrieben und ist im östlichen Peru heimisch.

## Beschreibung

### Erscheinungsbild und Blatt
Dilkea hebes wächst als verholzende Kletterpflanze. Die kahle Sprossachse besitzt fast gleiche bis graduell ungleiche Internodien. Die Zweige werden beim Trocknen (beispielsweise Herbarmaterial) braun bis schwarz. Es werden keine Nebenblätter gebildet.
Die wechselständig und spiralig angeordneten Laubblätter sind in Blattstiel und Blattspreite gegliedert. Der auf das Pulvinus reduzierte, stielrunde Blattstiel ist 3 bis 6 Millimeter lang und verdickt, beim Trocknen verschrumpelt er nicht und verfärbt er sich fast schwarz. Die ledrige Blattspreite ist bei einer Länge von 7,5 und 19 Zentimeter und einer Breite von 3,5 und 6,5 Zentimeter schmal elliptisch bis verkehrt-lanzettlich, wobei sich die breiteste Stelle etwa zwei Drittel vor der Spreitenbasis befindet. Die Spreitenbasis verschmälert sich leicht spitz mit einem Winkel von etwa 45° zur Mittelrippe in Richtung Blattstiel und das obere Ende der Blattspreite spitz oder gerundet und kurz zugespitzt. Der Blattrand ist bei Herbarmaterial gewellt, möglicherweise durch die gekrümmte Mittelrippe verursacht. Die matte Blattoberseite verfärbt sich beim Trocknen dunkel olivgrün und die matte Blattunterseite blass olivgrün. Der Mittelnerv befindet sich auf der Blattunterseite in einer Furche und ist auf der Blattoberseite stark erhaben, von ihm gehen 15 bis 20 Paare Seitennerven ab (bei einem vollentwickelten Laubblatt). Nebenblätter wurden vom Autor der Erstbeschreibung nicht gesehen.

### Blütenstand und Frucht
Der seitenständig traubige Blütenstand enthält ein oder zwei Blüten. Der Blütenstandsschaft ist dicker als die Sprossachse. Die dicken Tragblätter sind bei einer Länge von 0,5 bis 2 Millimeter schuppenartig und sind unter der gleichen Frucht lang sowie schmal bis kurz sowie breit. Über die Blüten ist nichts bekannt, da beim gesichteten Herbarmaterial keine vorhanden sind, aber sie sind bei den anderen Arten dieser Gattung immer vierzählig und bei den anderen Arten dieser Untergattung immer weiß.
Blütenstandsschaft und Fruchtstiel bilden eine 0,5 bis 1,5 Zentimeter lange und 0,4 bis 0,6 Zentimeter dicke Struktur unter der Frucht. Die Früchte sind kugelig geformt. Es wurden bei Sammlungen im Februar und Juni noch unreife, grün gefärbte, aber bereits gut entwickelte Früchte gefunden. Ihre harte Fruchtwand ist korkartig und zwischen 4 und 5 Millimetern dick. Jede Frucht enthält ein bis zwei Samen und ist ansonsten, bis auf einige Trennmembranen hohl. Dies könnte die Schwimmfähigkeit der Früchte erhöhen und damit eine Anpassung an ihren häufig überschwemmten Lebensraum sein. Die etwas asymmetrischen Samen sind bei einer Länge von etwa 1,7 Zentimeter und einem Durchmesser von 0,7 bis 0,8 Zentimeter erdnussförmig.

## Vorkommen
Das natürliche Verbreitungsgebiet von Dilkea hebes liegt in der im östlichen Peru gelegenen Provinz Maynas. Die Art gedeiht dort in Höhenlagen von etwa 90 Metern. Sie wächst in Auwäldern, welche häufig überschwemmt sind.

## Systematik
Die Erstbeschreibung als Dilkea hebes erfolgte 2011 durch Christian Feuillet in PhytoKeys Nummer 2, Seite 2. Das lateinische Artepitheton hebes bedeutet matt und bezieht sich auf die Färbung der Blattoberseite.
Dilkea hebes gehört zur Untergattung Dilkea der Gattung Dilkea Mast. aus der Tribus Passifloreae DC. in Unterfamilie Passifloroideae Burnett innerhalb der Familie der Passifloraceae Juss. ex Roussel. Der Gattungsname Dilkea ehrt den englischen Politiker Charles Wentworth Dilke, 1. Baronet (1810–1869).